# Bernie McInerney
Bernie McInerney (Wilmington (Delaware), 4 december 1936) is een Amerikaans acteur.

## Biografie
McInerney is van Ierse afkomst. Op jonge leeftijd dacht hij dat hij later sportpresentator zou worden omdat hij van jongs af aan een grote fan is van de honkbalclub Boston Red Sox. 
McInerney begon met acteren in het theater, hij speelde zijn eerste rol in 1960 in het toneelstuk Romanoff and Juliet. Hierna speelde hij nog diverse rollen in diverse theaters en op Broadway. 
McInerney begon in 1975 met acteren voor televisie in de film Hustling. Hierna heeft hij nog meerdere rollen gespeeld in films en televisieseries zoals Ryan's Hope (1977), Trading Places (1983), The Mighty Quinn (1989), The Peacemaker (1997), Another World (1999), Dan in Real Life (2007) en Law & Order (1991-2009).
McInerney is getrouwd met een  operazangeres en heeft hieruit drie kinderen, en woont nu met zijn gezin in Rutherford (New Jersey).

## Filmografie

### Films
Selectie:
- 2009 Paul Blart: Mall Cop – als oude man op scooter
- 2008 Pistol Whipped – als pastoor Joe Maloney
- 2007 Dan in Real Life – als James Lamson
- 1997 The Peacemaker – als Carey
- 1989 See You in the Morning – als politieagent
- 1989 The Mighty Quinn – als dr. Stuhlberg
- 1985 Invasion U.S.A. – als detective Tom Green
- 1984 The Natural – als dokter
- 1983 Trading Places – als beurshandelaar

### Televisieseries
Uitgezonderd eenmalige gastrollen.
- 1991 – 2001 Law & Order – als rechter Michael Callahan  – 8 afl.
- 1999 Another World – als politierechter - ? afl.
- 1990 The Kennedys of Massachusetts – als Dr. Bowles – miniserie
- 1985 – 1993 As the World Turns – als Rex Whitmore – 2 afl.
- 1985 – 1986 Spenser: For Hire – als Sam Findley – 2 afl.
- 1977 One Life to Live – als dr. Will Vernon - ? afl.
- 1977 Ryan's Hope – als pastoor Richards – 5 afl.

## TheaterwerkBroadway
- 1999 - 2000 The Rainmaker - als sheriff Thomas
- 1996 Summer and Smoke - als Eerwaarde Winemiller / dr. Buchanan / papa Gonzales (understudy)
- 1986 - 1987 The Front Page - als Endicott
- 1982 The Curse of an Aching Heart - als John Joseph "Jo Jo" Finn
- 1976 - 1977 Streamers - als diverse rollen (understudy)
- 1972 - 1974 That Championship Season - als Tom Daley / James Daley (understudy)

### Theaterwerk
- 2003 Humble Boy – als Jim
- 2002 A Letter from Ethel Kennedy – als Jimmy Conway
- 1999 Everybody’s Ruby – als rechter / apotheker
- 1985 Digby – als Carl Evert
- 1979 Losing Time – als Wally
- 1960 Romanoff and Juliet – als Russische ambassadeur
- ???? The American Clock – als Ted Quinn
- ???? Father Dreams – als Fran Hogan
- ???? The Taming of the Shrew – als Petruchio
- ???? How He Lied to Her Husband and Winners – als ??
- ???? The Welsh Plays – als ??
- ???? New England – als ??

- Library of Congress Control Number: no2002024829
- Virtual International Authority File: 46426420
- WorldCat: E39PBJgXfvbBc4DkwyGj4jhJXd